# Монтайю, окситанская деревня (1294—1324)
Монтайю, окситанская деревня (1294—1324) (фр. Montaillou, village occitan de 1294 à 1324) — вышедшая в 1975 году монография французского историка Эммануэля Ле Руа Ладюри, представителя третьего поколения Школы «Анналов». На основании материалов, собранных в ходе борьбы с ересью катаров Жаком Фурнье, епископом Памье, позднее ставшим папой римским под именем Бенедикта XII, Ладюри восстановил мельчайшие подробности жизни крестьян южнофранцузской деревни Монтайю на рубеже XIII—XIV веков. Исследование стало образцом целостного взгляда на живую социальную реальность прошлого, без искусственного членения на отдельные сферы исторического анализа (быт, этика, хозяйство). Книга Ле Руа Ладюри считается одной из классических работ микроистории. В то же время обращалось внимание на недостаточно критическое отношение к источникам.

## Содержание
Деревня Монтайю и окружающий её регион долины реки Арьеж были известны своими симпатиями к ереси катаров со второй половины XIII века. В 1308 году каркассонский инквизитор Жоффруа д'Абли арестовал всё население Монтайю за исключением детей, однако это не привело к искоренению ереси. C 1317 по 1326 год епископом Памье, являвшегося центром этого региона, был Жан Фурнье. Под его руководством был образован инквизиционный трибунал. Материалы работы этого органа давно привлекали внимание историков, начиная с Жана-Мари Видаля, опубликовавшего в 1910 году монографию о нём. В этой работе была приведена статистика, согласно которой за годы работы комиссии Фурнье было проведено 578 допросов. Из Монтайю было привлечено 25 человек в качестве обвиняемых, и три из соседней деревни Прад. Протоколы допросов велись на латыни и сохранились не полностью. Полностью рукописи были опубликованы Жаном Дювернуа в 1965 году. «Монтайю» строится вокруг описания повседневной жизни жителей деревни, большинство из которых приходились друг другу родственниками. На момент описываемых событий в Монтайю проживало от 200 до 500 человек. Наибольшее внимание историка привлекает судьба основных семейств деревни, чаще всего упоминающихся в протоколах: семейства Клергов — любвеобильного священника Пьера Клерга, его брата байля Бернара, их жён и родственников; семейство Беатрисы де Планиссоль, госпожи Монтайю; родственники пастуха Пьера Мори, ткача Прада Тавернье и других. В результате, по словам Ле Руа Ладюри, предстаёт «Монтайю как таковая в свете дознания Жака Фурнье. Я лишь перегруппировал, реорганизовал материал в духе монографии по аграрной истории».
Книга состоит из двух больших частей. Первая из них («Экология Монтайю: дом и пастух») посвящена концепции domus — осталя как первичной общности совместного проживания, позиционированию его как основной ценности окситанских крестьян. Круг связей domus’a простирается до горных пастбищ, ограничивая внешний круг связей общины. Вторая часть («Археология Монтайю: от жеста к мифу») посвящена поведенческим стереотипам, обнаруживаемым у жителей деревни.

## Успех и критика
Книга вышла в 1975 году в издательстве «Галлимар» первоначальным тиражом в 6000 экземпляров. Успех книги стал неожиданностью для автора и издателей. Исправленное издание вышло там же в 1982 году и затем неоднократно переиздавалось. Английский перевод Барбары Брэй был издан в 1978 году в Нью-Йорке. Позднее появились переводы на норвежский, польский, испанский, немецкий и другие языки. В общей сложности по состоянию на 2002 год было продано более 2 миллионов экземпляров книги, что делает её одной из наиболее коммерчески успешных книг по истории. В 1983 году вышла музыкальная адаптация показаний Беатрисы де Планиссоль («Beatris de Planissolas: cinq „tensons“ d’après les „minutes“ du procès de Beatris de Planissolas») композитора Жака Шарпентье и поэта Рене Нели.
Критика методов Ле Руа Ладюри в основном исходила со стороны представителей традиционной англосаксонской исторической традиции. Наиболее полно она выражена в рецензии католического священника Леонарда Бойла («Montaillou Revisited: Mentalité and Methodology», 1981), критиковавшего автора за достаточно произвольные интерполяции в условиях неполноты единственного источника. Американский этнограф Ренато Розальдо не считал метод историка новаторским или увлекательным, а скорее устаревшей формой этнографии, который возник из поверхностного понимания недостаточно хорошо знакомой ему дисциплины.
Книга Ле Руа Ладюри оказала огромное влияние на дальнейшую методологию исторических исследований: в предисловии ко второму тому коллективной монографии «История частной жизни» Ж. Дюби говорит о влиянии книги на всё направление истории частной жизни. Также она дала толчок к новым исследованиям катаризма. 25—27 августа 2000 года в Монтайю прошёл международный коллоквиум, посвящённый 25-летию выхода в свет книги, в котором, помимо автора, приняли участие Жан Дювернуюа, историк ересей Беверли Кинзли и другие.

## Издания
- Ле Руа Ладюри, Э. Монтайю, окситанская деревня (1294—1324) / Пер. с фр. В. А. Бабинцева и Я. Ю. Старцева. — Екатеринбург : Издательство Уральского университета, 2001. — 544 с. — ISBN 5-7525-0738-3.